# Walter Vega
Walter Vega byl československý pětiválcový zážehový vzduchem chlazený hvězdicový letecký motor. Byl vyvinut koncem 20. let 20. století a byl vyráběn Akciovou továrnou automobilů Josef Walter a spol. v Praze XVII – Jinonicích. Současně s tímto pětiválcem byly představeny a dány do výroby sedmiválcový Venus a devítiválcový Mars. Všechny tyto motory měly vrtání 105 a zdvih 120 mm, shodné příslušenství motoru a způsob montáže do draku.

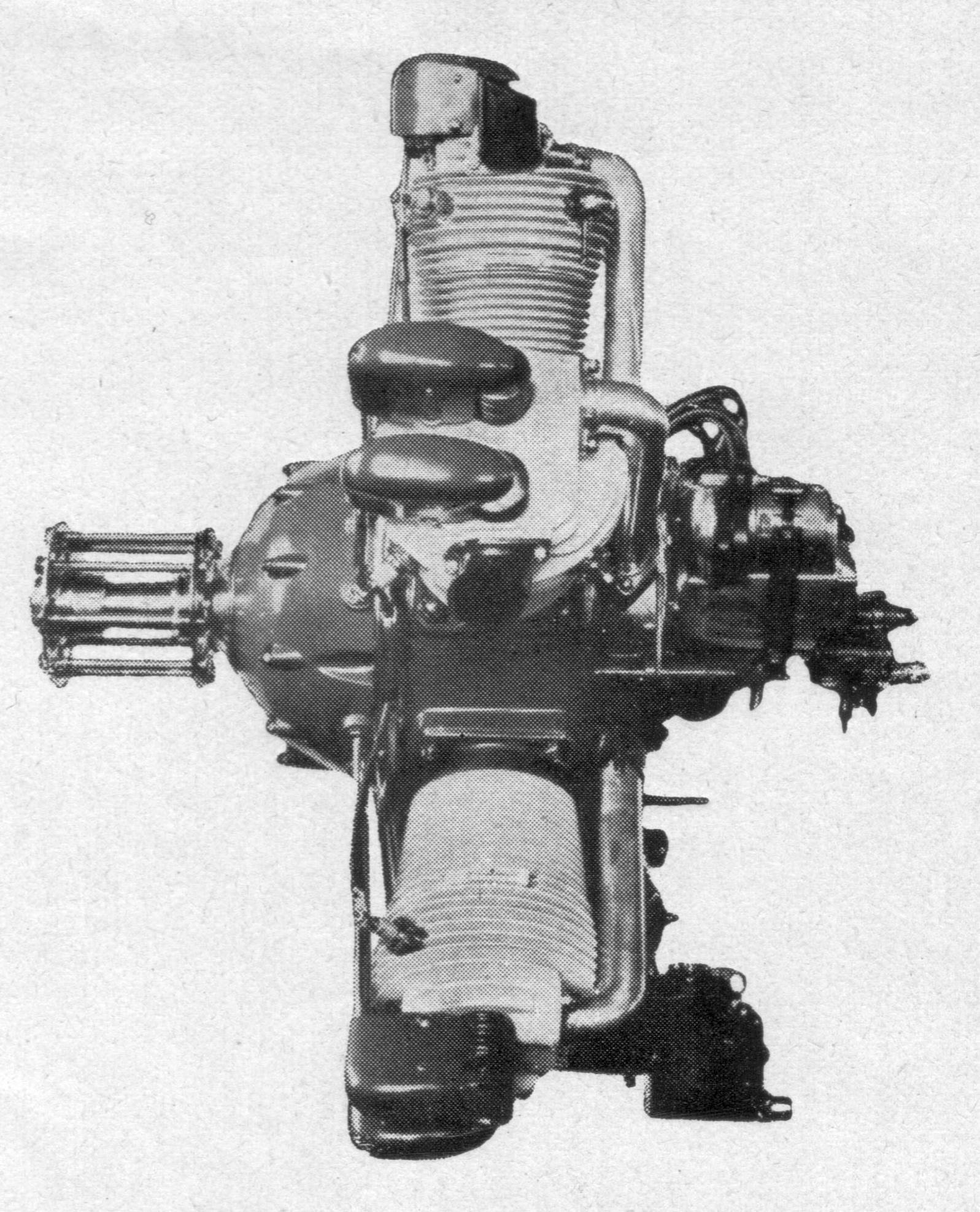
Walter Vega (1929)

## Vznik a vývoj
Oblíbená řada lehkých motorů NZ-40, NZ-60, NZ-85 a NZ-120 pro sportovní a školní letadla začala na přelomu 20. a 30. let 20. století zastarávat. Bylo zájmem továrny Walter tuto řadu nahradit novými modely, přestože u původních motorů byl zvýšen výkon a v posledním období byly nabízeny jako NZ-45, NZ-70, NZ-95 a NZ-130. Ing. Barvitius navrhl nové motory tak, aby měly v provedení s pěti, sedmi a devíti válci co nejvíce společných prvků, a tím usnadnit jejich výrobu, tak i servis a opravy. Jako racionalizační opatření to pravděpodobně muselo u představitelů společnosti Walter nalézt pochopení, ale jak vyplývá ze záznamů o prodeji motorů těchto značek, "pochopení" u odběratelů si příliš pozitivních ohlasů nezískalo. Nová konstrukční řada se objevila v roce 1929 a byla pojmenována podle hvězd. Světovou premiéru si nové motory odbyly v londýnské Olympii na letecké výstavě v Londýně (spolu s nimi byl vystaven i Walter Castor). Stánek firmy Walter s novými motory byl umístěn na velmi důstojném místě, ve středu hlavní výstavní haly. Byly to hvězdicové motory Walter Vega (pětiválcový), Walter Venus (sedmiválcový) a Walter Mars (devítiválcový). Později k nim v roce 1932 přibyl i motor Walter Polaris (tříválcový). Všechny tyto motory sdílely stejné válce, písty a další součásti, měly stejný kompresní poměr a otáčky. Byly to motory se stejným vrtáním 105 mm a zdvihem 120 mm, lišily se jen počtem válců. „Nejmenší“ Walter Vega byl pětiválcový, hvězdicový motor s vrtáním 105 mm a zdvihem 120 mm (5H), benzinový motor s karburátorem Zenith type 50-J. Oproti předchozímu motoru Walter NZ-60 a NZ-70 měl zvýšený kompresní poměr, téměř stejnou hmotnost a zvýšený výkon.
Válce byly „kompozitní“ konstrukce, na výkovek tělesa válce z oceli byly přišroubovány hlavy odlité z hliníkových slitin. Neobvyklé bylo, že hlavy již byly odnímatelné bez odstranění celého válce z klikové skříně, protože byly montovány za studena, a tím podstatně urychlovaly a usnadňovaly montáž a demontáž. Karburátor Zenith typ 50-J, který byl umístěn v dobře přístupném místě v zadní části klikové skříně, dodával směs do prstencovité komory. Vzduch pro palivovou směs byl předehříván výfukovými plyny. Zapalování obstarávala dvě magneta Scintilia PN5D nebo PN5DA, která byla namontována na konzolách a byla integrována do zadní části krytu motoru. Tlakové, cirkulační mazání olejovým čerpadlem s čističem oleje.
Walter Vega byl pístový, pětiválcový, hvězdicový motor s vrtáním 105 mm a zdvihem 120 mm (5H). Oproti svému předchůdci motoru Walter NZ-60 měl zvýšený kompresní poměr, téměř stejnou hmotnost a zvýšený výkon. Ucelená řada motorů této „hvězdné série“, s tímto počtem a uspořádáním válců, s tímto vrtáním a zdvihem měla v následujících letech pokračování v dalších verzích Castorů. Pětiválec Walter Vega byl využit pro české letouny Aero A-34 Kos a Avia BH-11B, ze zahraničních ANBO V, Cunningham-Hall, Couzinet 20, Junkers A50ba (Junior) a Pander EF85.
Počty vyrobených motorů Walter Vega jsou uváděny v množství 28 ks. Bylo několik typů letadel, kde se Walter Vega, Walter Venus a Walter Mars objevily, ale takových úspěchů jako „enzety“ už tyto nové hvězdy nedobyly. Hvězdicové motory již postupně začaly uvolňovat místo invertním, řadovým motorům. Motorem Walter Vega končí řada pětiválcových hvězdicových motorů Walter o vrtání 105 mm a zdvihu 120 mm.

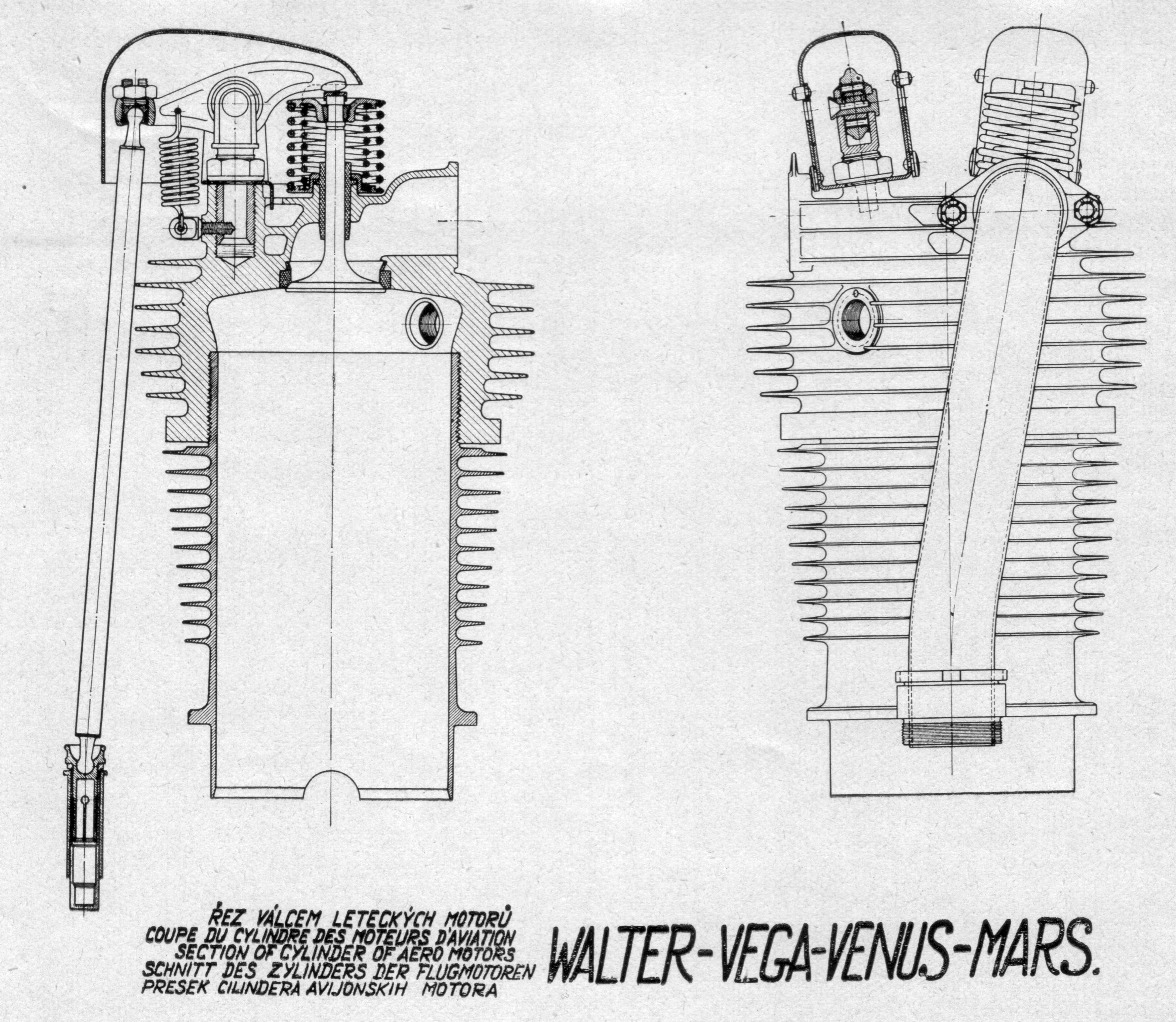
Motory Vega, Venus a Mars (řez válcem)

## Použití
Motor Walter Vega byl používán na dvou československých letadlech Aero A-34 a Avia BH-11 Antilopa. Další aplikace si připsal na 11 letounech 9 firem z Bulharska, Francie, Jugoslávie, Litvy, Německa, Nizozemska, Polska a USA. V celkovém zhodnocení skončila tato vývojová etapa hvězdicových motorů malých výkonů (Vega, Venus a Mars I) zvláště v instalacích na čs. letounech neslavně, byť jejich export do evropských států dosáhl 70% celkové produkce.

### Aero A-34
Aero A-34 Kos z roku 1929 byl malý sportovní a tréninkový dvojplošník, využívaný v československém civilním a vojenském letectví. Křídla tohoto letounu mohla být sklopena na šířku letounu jen 2,91 m, a to umožňovalo vlečení automobilem z letiště na letiště. Prototyp (registrace L-BASO) měl hvězdicový motor Walter Vega o výkonu 85 koní. Měl se účastnit mezinárodní soutěže „Challenge International de Tourisme“ 1929 pilotová Josefem Novákem (s novou imatrikulací OK-ASO), ale musel 8. srpna 1929 ze soutěže odstoupit z důvodu selhání motoru a vynuceného přistání. Bez problémů se odehrálo jeho vystoupení na leteckém dnu Aeroklubu RČs., který se uskutečnil o necelé 2 měsíce později, v neděli 29. září 1929. Úspěšné předvedení „Kosa“ šéfpilotem Novákem patřilo k nejlepším atrakcím dne. Letouny Aero A-34 a jeho varianty postavila továrna Aero s různými motory: základní verze A-34 s motorem Vega, Aero A-34Js měly motor Walter Junior a Aero A-134s měly Walter Venus o výkonu 100 koní.

### Avia BH-11
Avia BH-11 (vojenské označení B-11) byl lehký celodřevěný vzpěrový dolnoplošník, který vznikl úpravou letounu BH-9, a sloužil jako školní, kurýrní a sportovní. Je dílem mladých konstruktérů Pavla Beneše a Miroslava Hajna. Motor Walter Vega byl instalován ve sportovní verzi Avia BH-11B. Byly vyráběny ve dvou provedeních. Prvním bylo BH-11B – tovární letoun imatrikulovaný L-BONM se zvětšenými nádržemi a zaoblenými konci křídel vznikl v roce 1927 pro dálkové lety. Při rekordních letech byla v místě předního sedadla (v těžišti letounu) umístěna další palivová nádrž a prostor byl zakryt. Letadlo bylo po této úpravě jednomístné. Druhou verzí bylo BH-11B „Antilopa“ – tovární letadla pro šestidenní závod turistických letadel Challenge v roce 1929, vyrobeny 4 kusy. První dvě „Antilopy“ v.č.1001 (později OK–LIQ) a v.č.1004 byly velmi štíhlé, ale neosvědčily se a do závodu nebyly vyslány. Závodu se zúčastnily letouny L-BABH, L-BABG s motorem Walter Vega o výkonu 85 HP, většími palivovými nádržemi, sníženou pyramidou za hlavou pilota a lomenou osou podvozku.

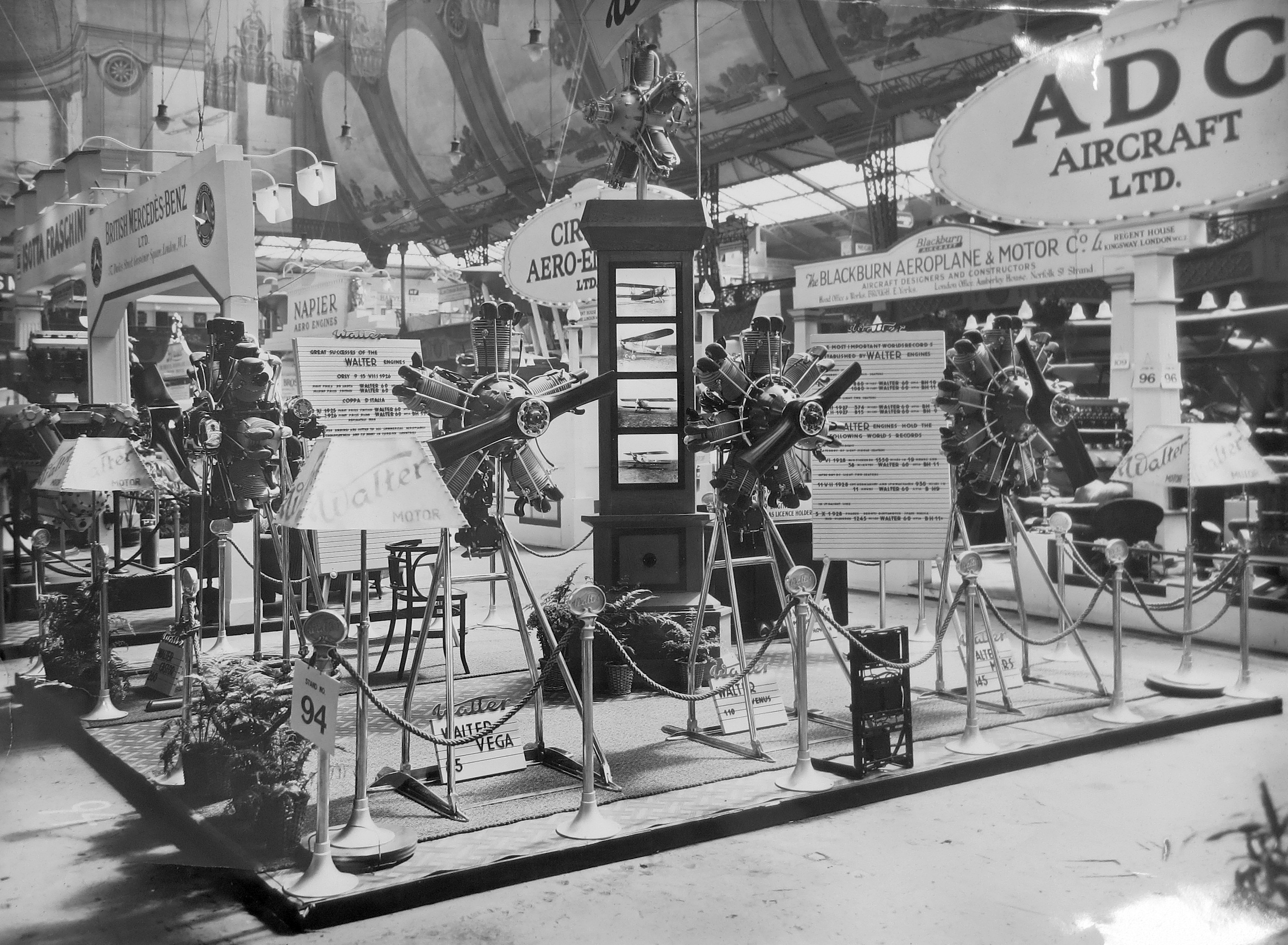
Motory Vega, Venus a Mars na stánku Walter (Londýn 1929)

## Použití v letadlech
- Aero A-34 Kos
- Albert A-60 (Albert-Aéronautique, Francie)[11]
- ANBO V (Antanas Nori Būti Ore, Litva)
- Avia BH-11B
- Couzinet 20 (Société des Avions René Couzinet, Francie)
- Couzinet 30 (Société des Avions René Couzinet, Francie)
- Cunningham-Hall X-90 (Cunningham-Hall Aircraft Corporation, USA)
- DAR-1 Peperuda (Daržavna aeroplanna rabotilnica, Bulharsko)
- DAR-6 (Daržavna aeroplanna rabotilnica, Bulharsko)
- Fizir AF-2 (Fabrika aeroplana i hidroaviona Zmaj, Jugoslávie)
- Junkers A 50ba Junior (Junkers Flugzeug- und Motorenwerke AG, Německo)
- LKL-2 (Lubelski Klub Lotniczy, Polsko)
- Orta-Saint Hubert G.1
- Pander EF85 (Nederlandse Fabriek van Vliegtuigen H. Pander & Zonen, Nizozemsko)
- PWS-8 (Podlaska Wytwórnia Samolotów, Polsko)
- PWS-51 (Podlaska Wytwórnia Samolotów, Polsko)

## Specifikace

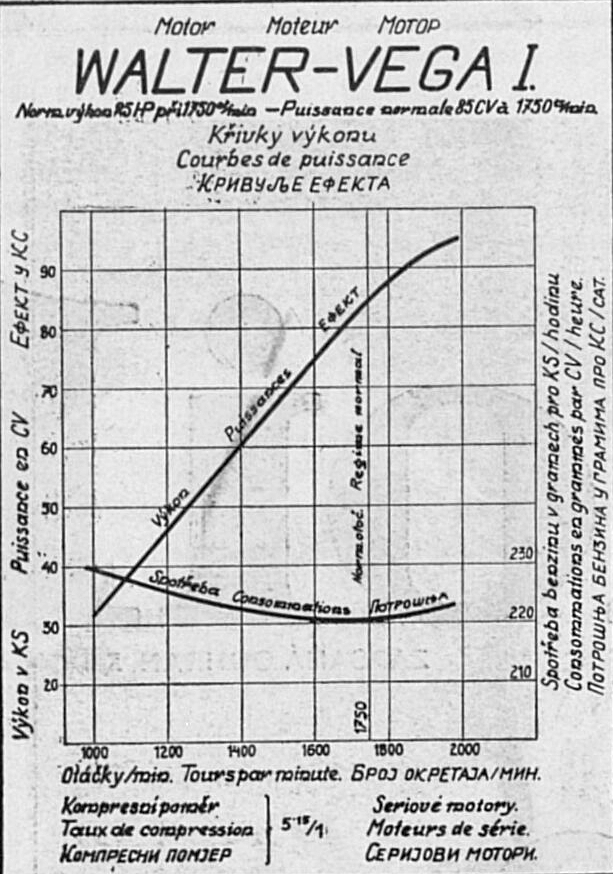
Walter Vega (charakteristiky)

Data dle

### Technické údaje
- Typ: čtyřdobý zážehový vzduchem chlazený hvězdicový letecký pětiválec
- Vrtání válce: 105 mm
- Zdvih pístu: 120 mm
- Poměr zdvihu k průměru: 1,14:1
- Celková plocha pístů: 433 cm²
- Zdvihový objem motoru: 5195 cm³
- Hmotnost suchého motoru: 104 kg

### Součásti
- Rozvod: OHV, dvouventilový (sací a výfukový)
- Karburátor: Zénith typu 50-J
- Zapalování: 2 magneta Scintilla PN5D nebo PN5D
- Mazání: tlakové oběžné, se suchou klikovou skříní
- Pohon: dvoulistová, dřevěná vrtule později kovová
- Počet otáček vrtule: 1750 ot/min
- Směr otáčení motoru a vrtule: vpravo

### Výkony
- Výkon maximální, vzletový: 90 k (66,2 kW) při 1800 ot/min
- Výkon normální, jmenovitý: 85 k (62,5 kW) při 1750 ot/min
- Spotřeba paliva: 225 g·h−1·k−1 / 306 g·h−1·kW−1
- Spotřeba oleje: 7–10 g·h−1·k−1 / 9,5–13,6 g·h−1·kW−1
- Kompresní poměr: 5,15:1
- Poměr výkonu k hmotnosti: 0,61 kW/kg

## Galerie

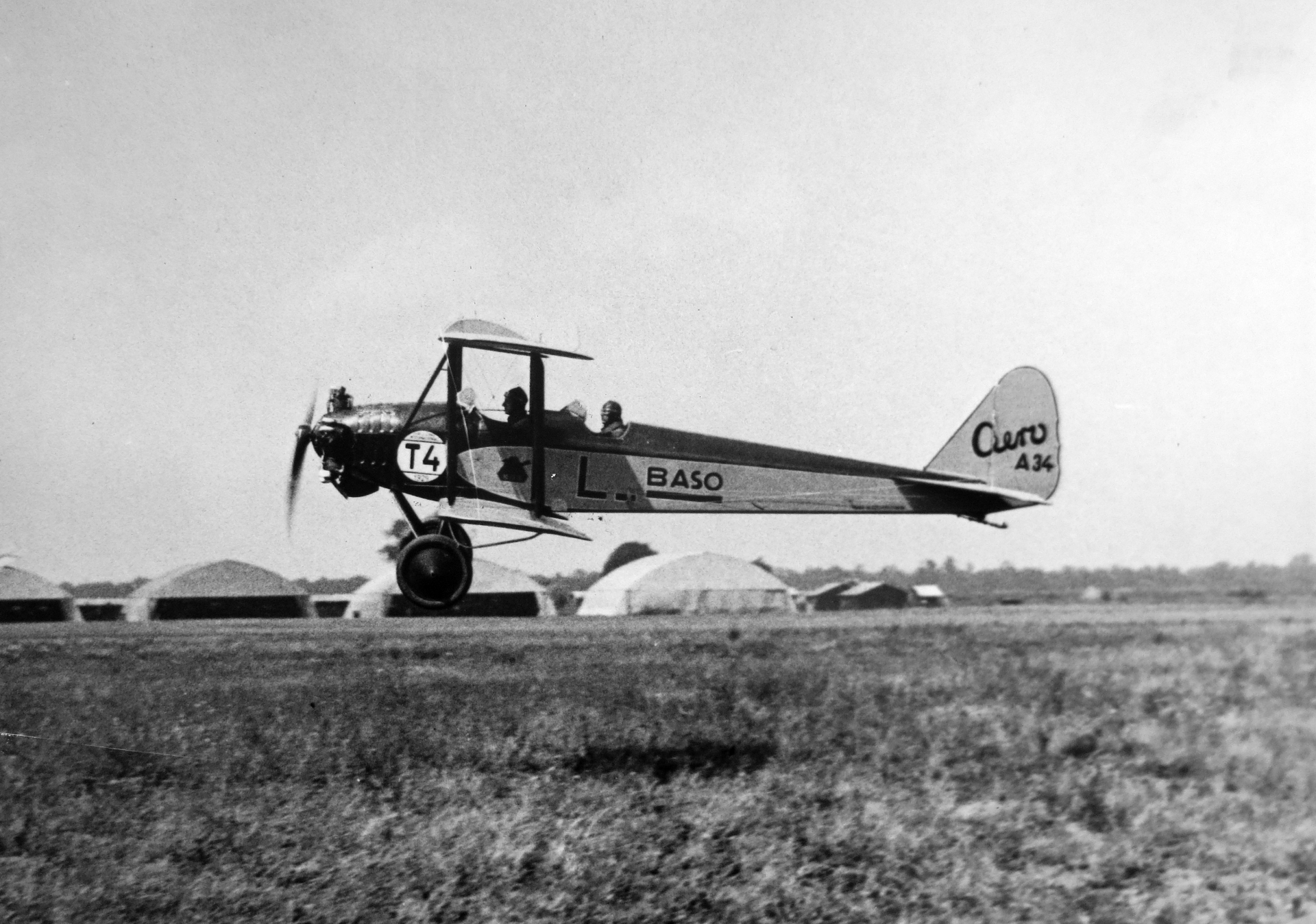
Aero A-34 Kos a Walter Vega, pilot Josef Novák, „Challenge International de Tourisme“,(L-BASO, 1929)
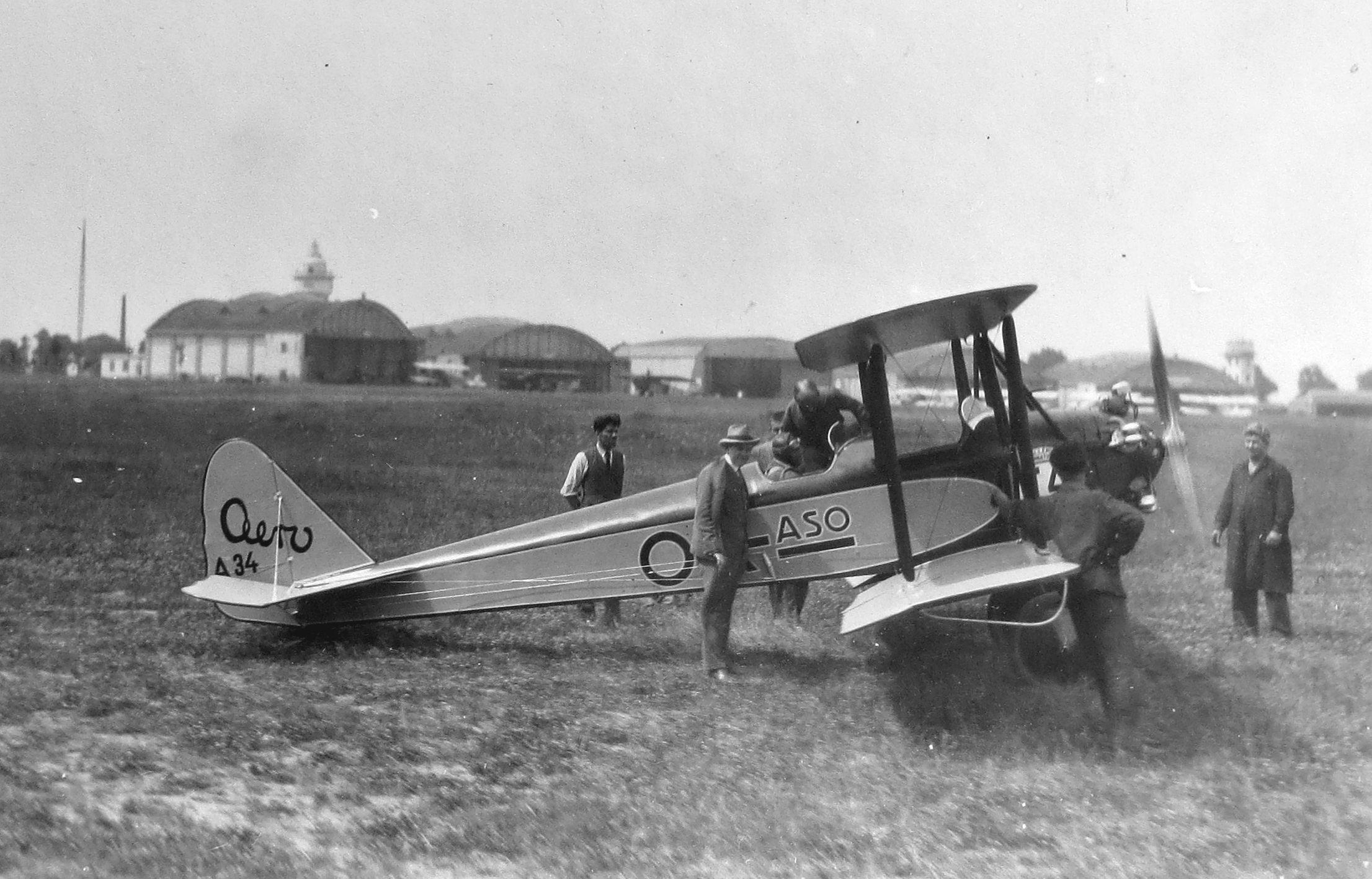
Aero A-34 Kos (OK-ASO) a Walter Vega
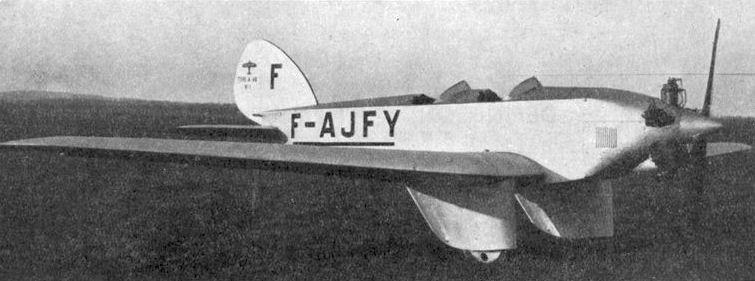
Albert A-60 (F-AJFY, Aerophile Salon 1932)
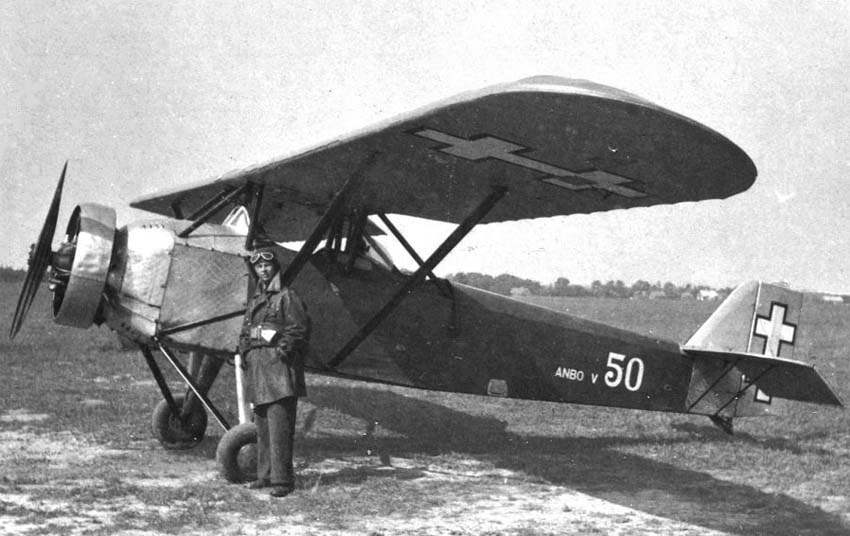
ANBO V a Walter Vega
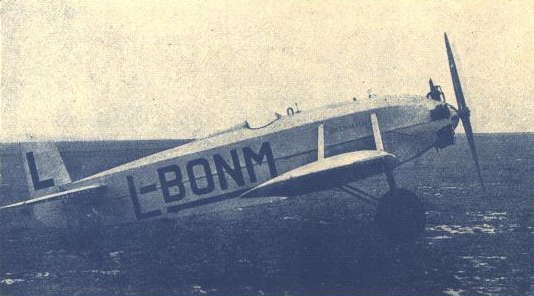
Avia BH-11B (L-BONM) a Walter Vega
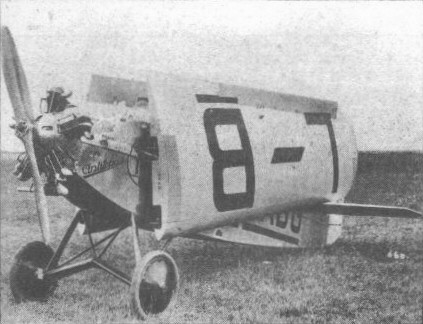
Avia BH-11B,v přídi letounu Walter Vega
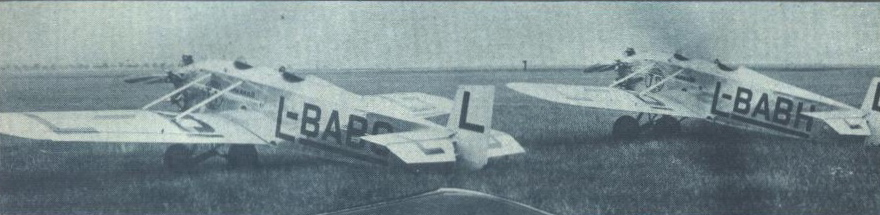
Avia BH-11B (L-BANG, L-BABH) a Walter Vega, Challenge International de Tourisme 1929
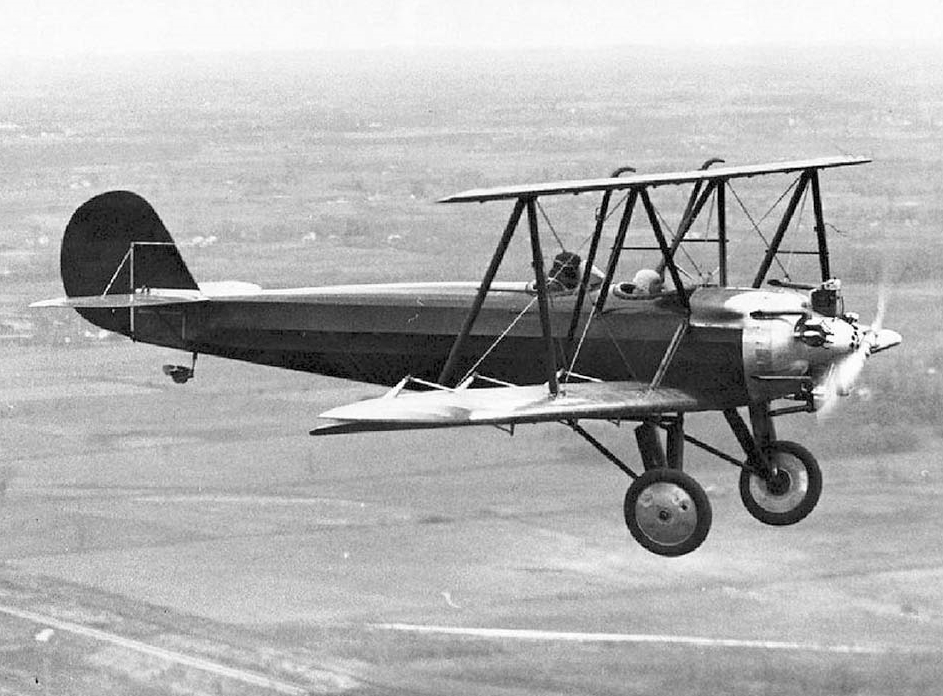
Cunningham-Hall X-90 a Walter Vega (1929)
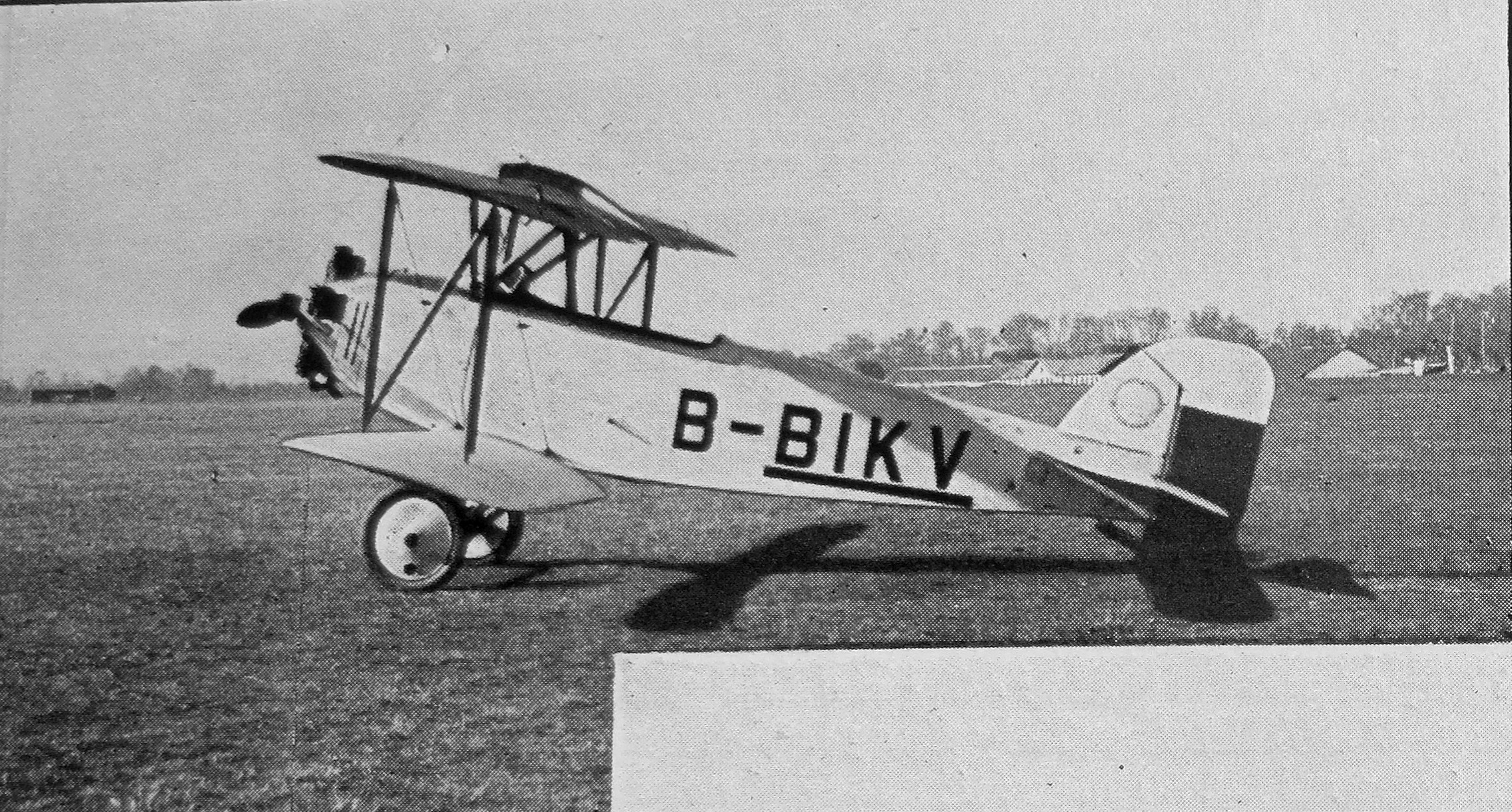
DAR 1-A s motorem Walter Vega (B-BIKV, později LZ-IKV)
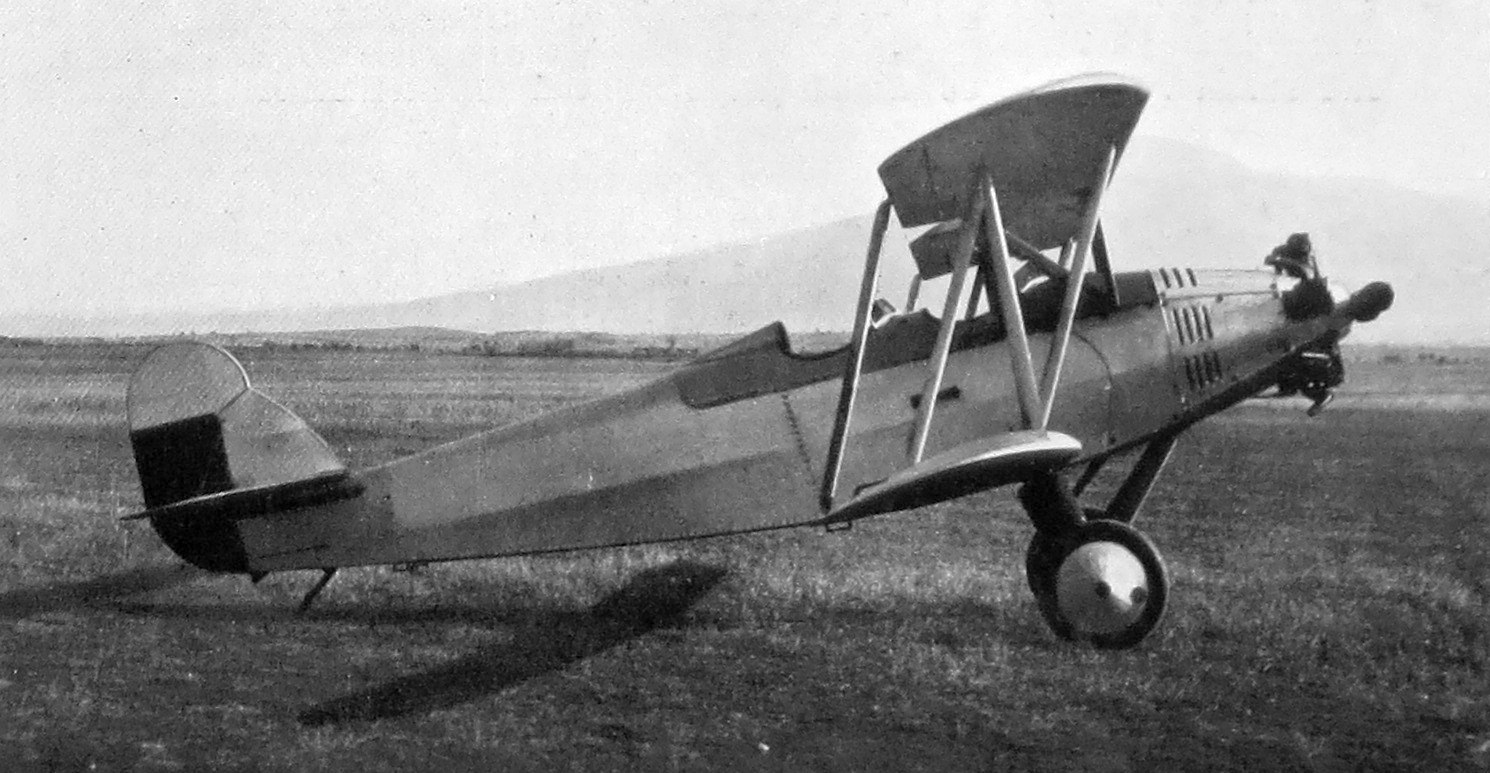
DAR 6-I s motorem Walter Vega
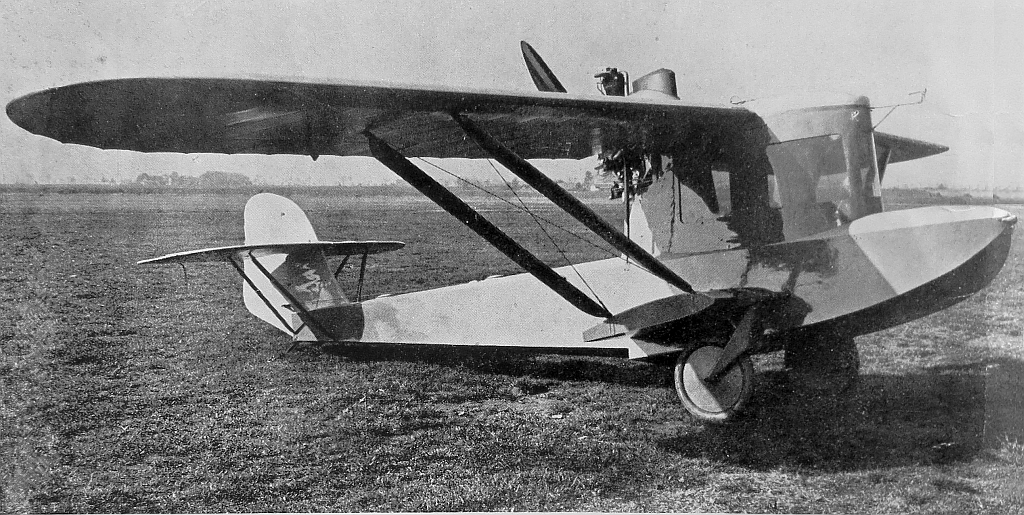
Fizir AF-2 a Walter Vega (1931)
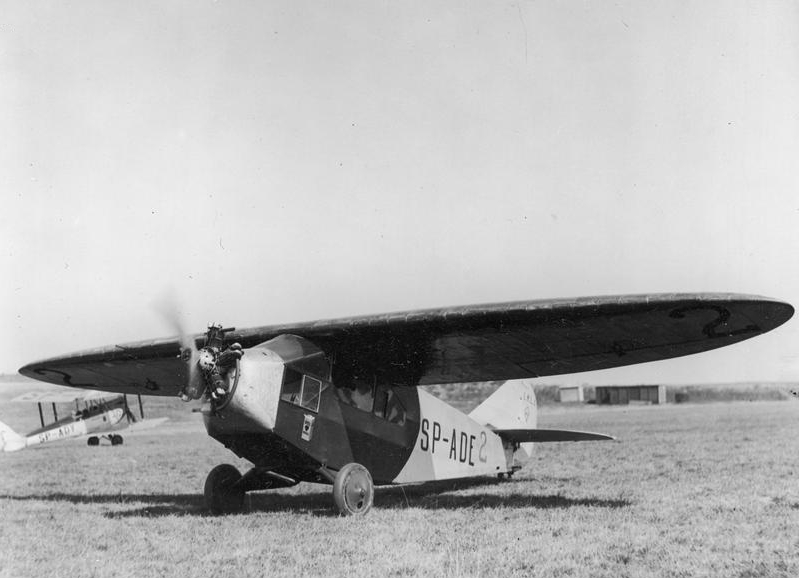
LKL-2 bis (SP-ADE) a Walter Vega (1930)
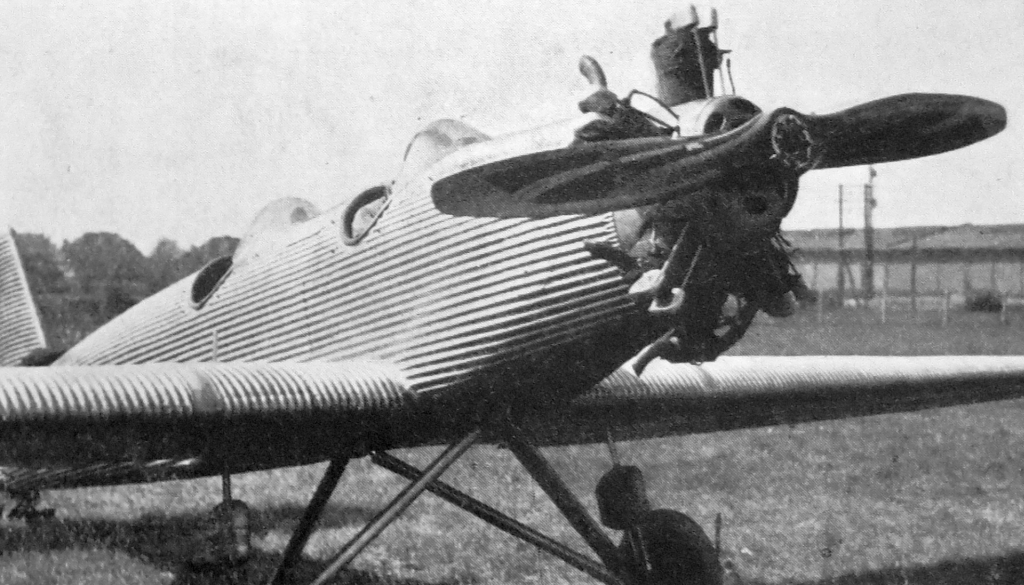
Junkers A50ba Junior a Walter Vega
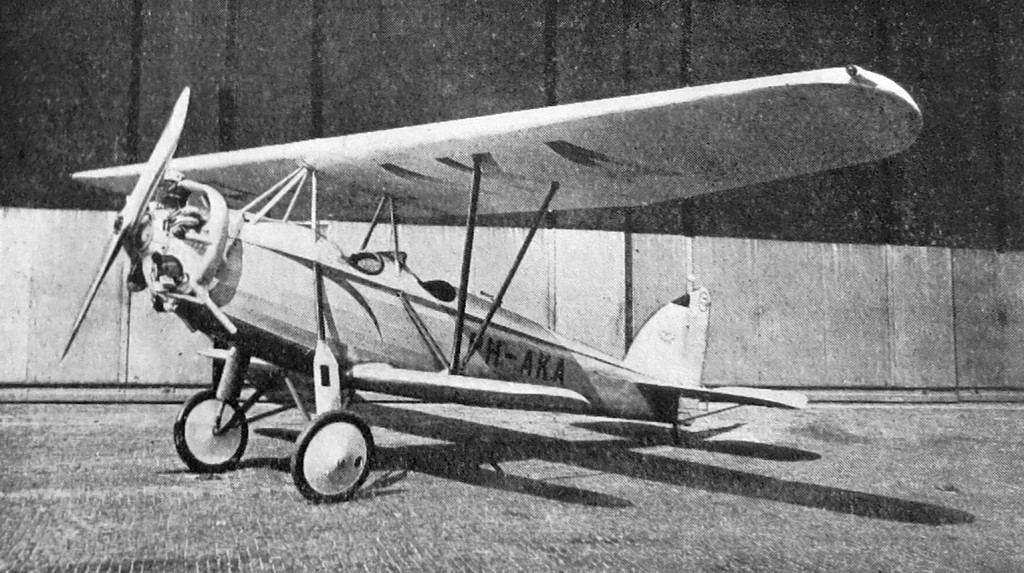
Pander EF85 (PH-AKA) a Walter Vega
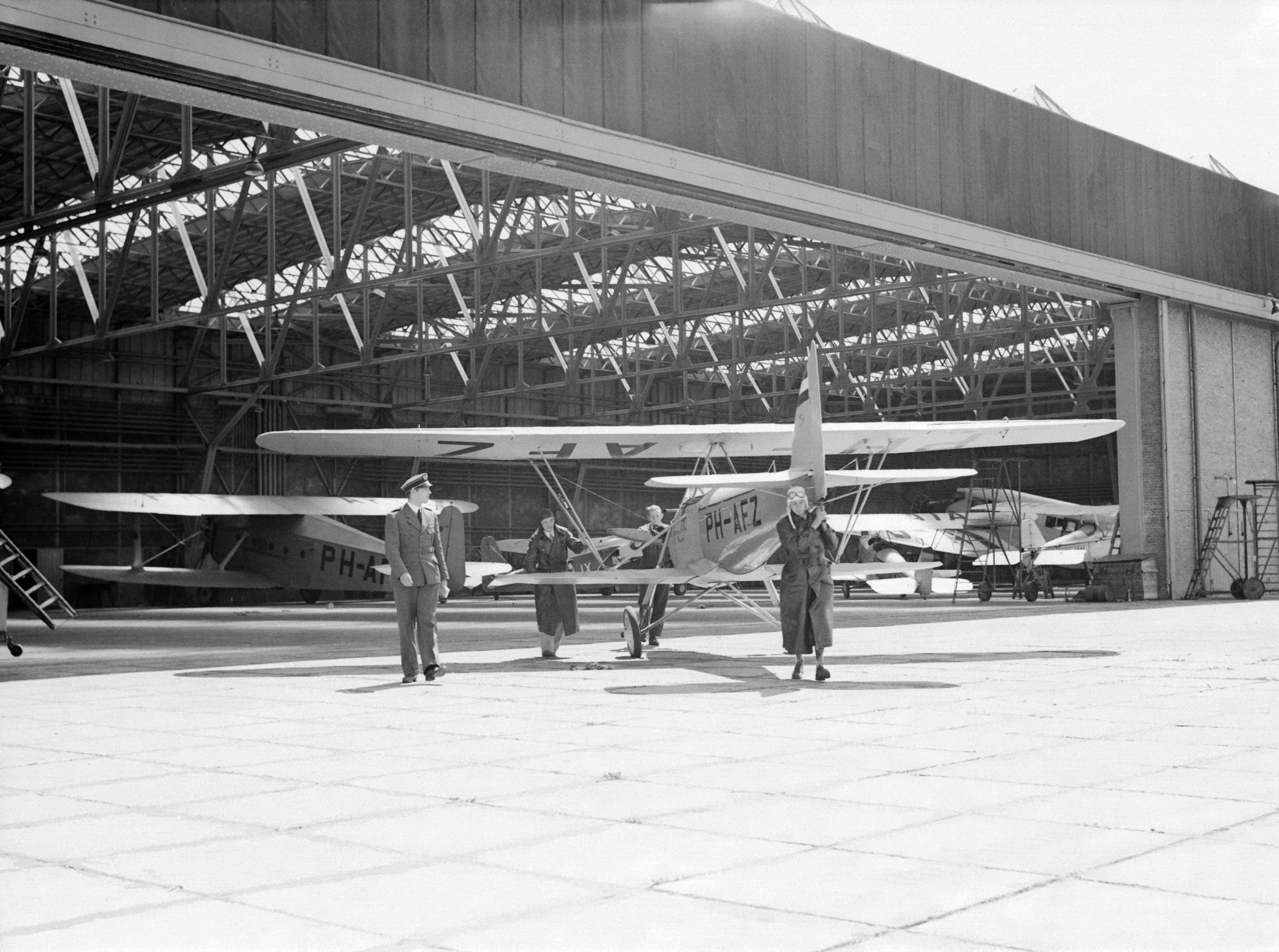
Registrace dvojplošníku Pander EF 85 (PH-AFZ), výcvikové letadlo Národní letecké školy na letišti Schiphol Amsterodam
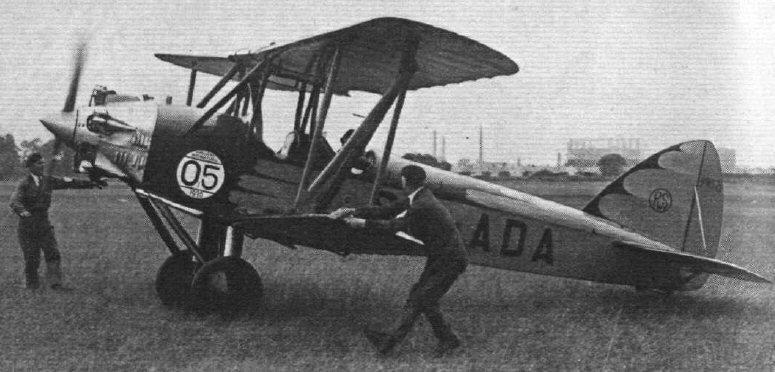
PWS-8 (SP-ADA) s motorem Walter Vega
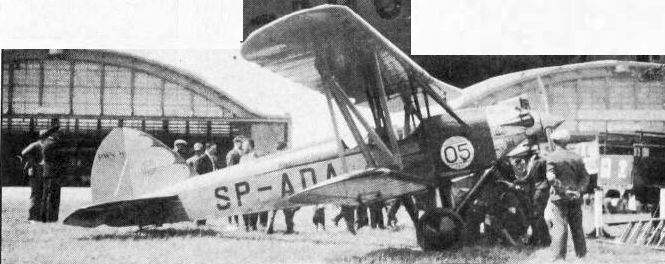
PWS-8 při mezipřistání v Praze (Challenge 1930)